# Провадийска духовна околия
Провадийска духовна околия е архиерейско наместничество на Варненска и Великопреславска епархия към Българската православна църква. 

## История
През 1944 г. в духовната околия има 36 енории, от които две градски - на провдийските храмове Св. Благовещение и Св. Николай. Общият брой на селищата е около 100, наброяват се 57 църкви и 5 параклиса. Титулярни свещеници са 26 души, един от тях - протойерей.

## Храмове и параклиси
| № | Населено място | Име на храма              | Построен                    | Изглед |
| - | -------------- | ------------------------- | --------------------------- | ------ |
| 1 |                | style="text-align:center" | style="text-align:center"\| |        |